# Pietro Ghedin
Pietro Ghedin (né le 21 novembre 1952) est un footballeur italien. 

## Biographie
Pietro Ghedin joue principalement en faveur de la SS Lazio.
Il entraîne par la suite les sélections italiennes de jeunes et l'équipe d'Italie féminine de 2005 à 2012.